# Fernán-Núñez
Fernán-Núñez è un comune spagnolo di 9 389 abitanti situato nella comunità autonoma dell'Andalusia.